# Gmina Dobrna
Gmina Dobrna (słoweń.: Občina Dobrna) – gmina w Słowenii. W 2002 roku liczyła 2100 mieszkańców.

## Miejscowości
Miejscowości wchodzące w skład gminy Dobrna:
- Brdce nad Dobrno
- Dobrna – siedziba gminy
- Klanc
- Loka pri Dobrni
- Lokovina
- Parož
- Pristova
- Strmec nad Dobrno
- Vinska Gorica
- Vrba
- Zavrh nad Dobrno